# The Very Best of Brand Nubian
The Very Best of Brand Nubian è una raccolta del gruppo hip hop statunitense Brand Nubian, pubblicata nel 2001 da Rhino ed Elektra Records.
| Recensione | Giudizio |
| ---------- | -------- |
| AllMusic   | [ 1 ]    |

## Tracce
1. All For One – 4:56
2. Feels So Good – 5:05
3. Concerto In X Minor – 3:58
4. Drop The Bomb – 5:01
5. Wake Up (Reprise In The Sunshine) – 5:22
6. Slow Down – 5:03
7. Brand Nubian – 4:39
8. Slow Down (Pete Rock's Newromix Mix) – 5:20 (musica: Pete Rock Remix)
9. 360º (What Goes Around) – 4:01
10. Mind Your Business – 3:02 (musica: The Stimulated Dummies)
11. Allah U Akbar – 4:49
12. Love Me Or Leave Me Alone – 4:35
13. Punks Jump Up To Get Beat Down – 4:31 (musica: Diamond D)
14. Hold On – 4:16 (musica: Lord Jamar, Dave Kennedy missaggio)
15. Punks Jump Up To Get Beat Down (Remix) (feat. Diamond D) – 3:52 (musica: Diamond D)
16. Don't Let It Go To Your Head – 4:05 (musica: Chris "CL" Liggio)